# Papua Barat
Papua Barat (indonesisch), Westpapua; 1963–2001 Irian Barat, deutsch West-Irian, bis 2007 Irian Jaya Barat („erhabenes Irian West“), deutsch West-Irian Jaya, ist eine Provinz in Westneuguinea, dem indonesischen Teil Neuguineas. 
Im Dezember 2022 wurde der nordwestliche Teil zu einer eigenen Provinz, Papua Barat Daya, abgespaltet. Beide Provinzen sind Schauplatz des Papuakonflikts.

## Geographische Lage
Papua Barat wurde 2003 von der Provinz Papua abgetrennt, und zwar gegen den Willen der indigenen Papua, die darin einen Eingriff in ihre Autonomie sahen. Ende 2022 wurde aus sechs administrativen Einheiten im Norden der Provinz Papua Barat Daya gebildet, die 38. Provinz Indonesiens (Gesetz Nr. 29/2022).
Papua Barat umfasst den östlichen Teil der Vogelkophalbinsel, die Bomberai-Halbinsel und vorgelagerte Inseln wie Adi.
Die Bevölkerung setzt sich zusammen aus indigenen Papuas und Malaien, die im Zuge der indonesischen Migrationspolitik („Transmigrasi“) zuwanderten und inzwischen die Mehrheit bilden. Die Hauptstadt ist Manokwari mit 107.000 Einwohnern (2021). Die sieben Regierungsbezirke (indonesisch Kabupaten) gliedern sich in 86 Distrikte und 824 Dörfer, von denen 803 ländlichen Charakter (indonesisch Kampung) und 21 urbanen Charakter (indonesisch Kelurahan) besitzen.
| Code 1 | Wappen | Kabupaten/Kota Regierungsbezirk  | Regierungssitz | Lage      | Fläche (km2) | Kecamatan Distrikte | Bevölkerung0 (Zensus 2010) | Bevölkerung0 (Zensus 2020) |
| ------ | ------ | -------------------------------- | -------------- | --------- | ------------ | ------------------- | -------------------------- | -------------------------- |
| 92.020 |        | Manokwari                        | Manokwari      |           | 3.186,28     | 9                   | 187.726                    | 192.663                    |
| 92.030 |        | Fakfak                           | Fakfak         |           | 14.320,00    | 17                  | 66.828                     | 85.197                     |
| 92.060 |        | Teluk Bintuni                    | Bintuni        |           | 20.840,83    | 24                  | 52.422                     | 87.083                     |
| 92.070 |        | Teluk Wondama                    | Rasiei         |           | 3.959,53     | 13                  | 26.321                     | 41.644                     |
| 92.080 |        | Kaimana                          | Kaimana        |           | 16.241,84    | 7                   | 46.249                     | 62.256                     |
| 92.110 |        | Manokwari Selatan (Südmanokwari) | Ransiki        |           | 2.812,44     | 6                   | 18.564                     | 35.949                     |
| 92.120 |        | Pegunungan Arfak (Arfakberge)    | Anggi          |           | 2.773,74     | 10                  | 23.877                     | 48.207                     |
| 92     |        | Papua Barat                      | Manokwari      | Manokwari | 64.125,47    | 86                  | 421.987                    | 542.999                    |

## Naturschutzgebiete
Als am wenigsten entwickelter Teil Westneuguineas ist Papua Barat noch heute mehr als zur Hälfte von Urwald bedeckt. Gefährdet ist dieses Biotop durch das Vordringen der modernen Technik auf der Suche nach Edelhölzern (insbesondere Merbau) und Bodenschätzen. Einer Zerstörung der einzigartigen Fauna soll durch Einrichtung von Naturschutzgebieten (zumindest auf dem Papier) begegnet werden. Diese Gebiete zu durchdringen, erfordert die Ausrüstung und Erfahrung von Expeditionsreisenden.
Ausgewiesene Naturschutzgebiete Papua Barats:
- Gunung Meja, nur etwa 5 km² groß, ist bedeutend wegen seiner Vogelwelt. Die größeren Naturreservate dieser Region auf der Cendrawasih-Halbinsel um die Tamrau- und Arfakgebirge sind wesentlicher schwerer zugänglich und begehbar. Hier können Lederschildkröten beobachtet werden.
- Pegunungan Wandiwoi liegt südlich von Manokwari im Wandiwoigebirge auf der Cendrawasih-Halbinsel. Auch hier lassen sich verschiedene Vögel beobachten, wie Lauben- oder Gärtnervögel. Um die Halbinsel herum ist ein Meeresreservat eingerichtet worden zum Schutze von Korallengärten, Seevogelbrutkolonien und Weideplätzen für Seeschildkröten.